# Eressa sumatrona
Eressa sumatrona är en fjärilsart som beskrevs av Rothschild 1920. Eressa sumatrona ingår i släktet Eressa och familjen björnspinnare. Inga underarter finns listade i Catalogue of Life.